# Elezioni presidenziali in Ucraina del 2014

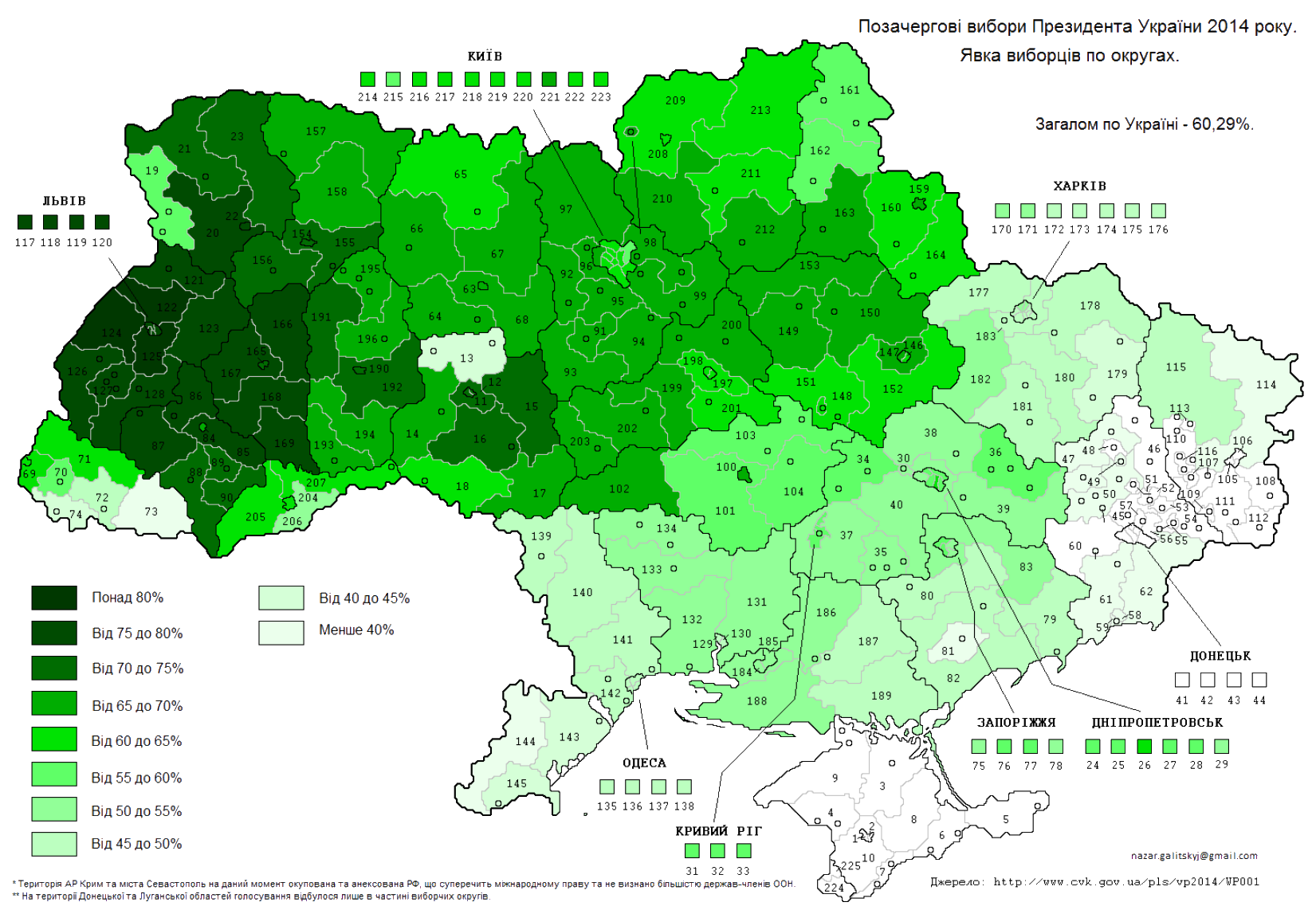
Affluenza alle urne per le elezioni presidenziali straordinarie dell'Ucraina 2014

Le elezioni presidenziali in Ucraina del 2014 si tennero il 25 maggio, furono elezioni anticipate causate dalla rivoluzione del febbraio 2014 che determinò la fuga del Presidente "de jure" Viktor Janukovyč; videro la vittoria al primo turno dell'indipendente Petro Oleksijovyč Porošenko, che ottenne il 55,46% dei voti.
La partecipazione al voto risultò azzerata o quasi tale in alcune regioni dell'Ucraina che a seguito della rivoluzione di febbraio si erano intanto autoproclamate autonome, pur senza venire in ciò riconosciute tali dall'Ucraina (Crimea, gran parte dell'Oblast' di Donec'k e dell'Oblast' di Luhans'k).

## Risultati
| Candidati          | Partiti                                   | Voti       | %     |
| ------------------ | ----------------------------------------- | ---------- | ----- |
| Petro Porošenko    | Indipendente                              | 9 857 308  | 54,70 |
| Julija Tymošenko   | Patria                                    | 2 310 050  | 12,82 |
| Oleh Ljaško        | Partito Radicale di Oleh Ljaško           | 1 500 377  | 8,33  |
| Anatolij Hrycenko  | Posizione Civica                          | 989 029    | 5,49  |
| Serhij Tihipko     | Indipendente                              | 943 430    | 5,24  |
| Mykhajlo Dobkin    | Partito delle Regioni                     | 546 138    | 3,03  |
| Vadym Rabinovič    | Indipendente (Unione Panucraina "Centro") | 406 301    | 2,25  |
| Ol'ha Bohomolec'   | Indipendente                              | 345 384    | 1,92  |
| Petro Symonenko    | Partito Comunista dell'Ucraina            | 272 723    | 1,51  |
| Oleh Tjahnybok     | Svoboda                                   | 210 476    | 1,17  |
| Dmytro Jaroš       | Pravyj Sektor                             | 127 772    | 0,71  |
| Andrij Hrynenko    | Indipendente                              | 73 277     | 0,41  |
| Valerij Konovaljuk | Indipendente                              | 69 572     | 0,39  |
| Jurij Bojko        | Indipendente                              | 35 928     | 0,20  |
| Mykola Malomuž     | Indipendente                              | 23 771     | 0,13  |
| Renat Kuz'min      | Indipendente                              | 18 689     | 0,10  |
| Vasyl' Kujbida     | Movimento Popolare d'Ucraina              | 12 391     | 0,07  |
| Oleksandr Klymenko | Partito Popolare Ucraino                  | 10 542     | 0,06  |
| Vasyl' Cuško       | Indipendente                              | 10 434     | 0,06  |
| Volodymyr Saranov  | Indipendente                              | 6 232      | 0,03  |
| Zorjan Škirjak     | Indipendente                              | 5 021      | 0,03  |
| Voti non validi    | Voti non validi                           | 244 555    | 1,36  |
| Totale             | Totale                                    | 18 019 504 | 100   |

- Il totale riportato nei risultati ufficiali differisce dalla relativa sommatoria (18.019.400 voti).